# 杰伊·米勒
杰伊·朱利安·米勒（英語：Jay Julian Miller，1943年7月19日—2001年4月5日），美国NBA联盟前职业篮球运动员。